# Västerkyrkan, Hässleholm
Västerkyrkan i Hässleholm är en samarbetskyrka mellan Svenska kyrkan i form av Hässleholms församling och Evangeliska Fosterlandsstiftelsens missionsförening i Hässleholm.

## Kyrkobyggnaden
Kyrkan, som är belägen strax väster om centrum, invigdes den 28 augusti 1966. Arkitekt var Ingvar Eknor, som även ritade klockstapeln som funnits på plats sedan 1971.
Kyrkan byggdes om och till 2001 efter ritningar av Torsten Thuresson. Kyrkan har en stor mosaik av konstnären Yngve Nilsson på korväggens utsida, mot Vankivavägen. Han har även gjort altarmosaiken som symboliserar treenigheten.

## Inventarier
- I kyrkan finns en elorgel.